# Sanfermines
Las Fiestas de San Fermín, popularmente conocidas como Sanfermines, son una Fiesta de Interés Turístico Internacional en honor a San Fermín de Amiens que se celebra, anualmente, en la ciudad de Pamplona, capital de Navarra, de la que es copatrón. Los festejos comienzan con el lanzamiento del chupinazo desde el balcón del Ayuntamiento de Pamplona, a las 12 del mediodía del 6 de julio, y terminan a las 00:00 horas del 15 de julio con el Pobre de mí, una canción de despedida.
Una de las actividades más famosas de los sanfermines es el encierro que consiste en una carrera de personas a lo largo de un recorrido de 849 metros delante de los 6 toros que serán lidiados por la tarde en la corrida de toros y 6 cabestros o mansos que culmina en la Plaza de Toros Monumental de Pamplona. Los encierros tienen lugar todos los días entre el 7 y el 14 de julio, y comienzan a las ocho de la mañana, con una duración de entre dos y cuatro minutos, si bien en los últimos años debido a las medidas de seguridad introducidas es muy raro que sobrepasen los tres minutos.
El origen de los sanfermines se remonta varios siglos aunque su fama mundial es un fenómeno reciente, vinculada también a la difusión que les dio el escritor estadounidense Ernest Hemingway mediante su libro Fiesta. Su fisonomía actual, cosmopolita y multitudinaria, es el resultado de una lenta evolución histórica cuyos orígenes se remontan a la Edad Media.
Durante las fiestas, la población de la ciudad se multiplica considerablemente, pasando de los alrededor de 200 000 habitantes censados a 1 842 243 personas en 2024.

## Orígenes

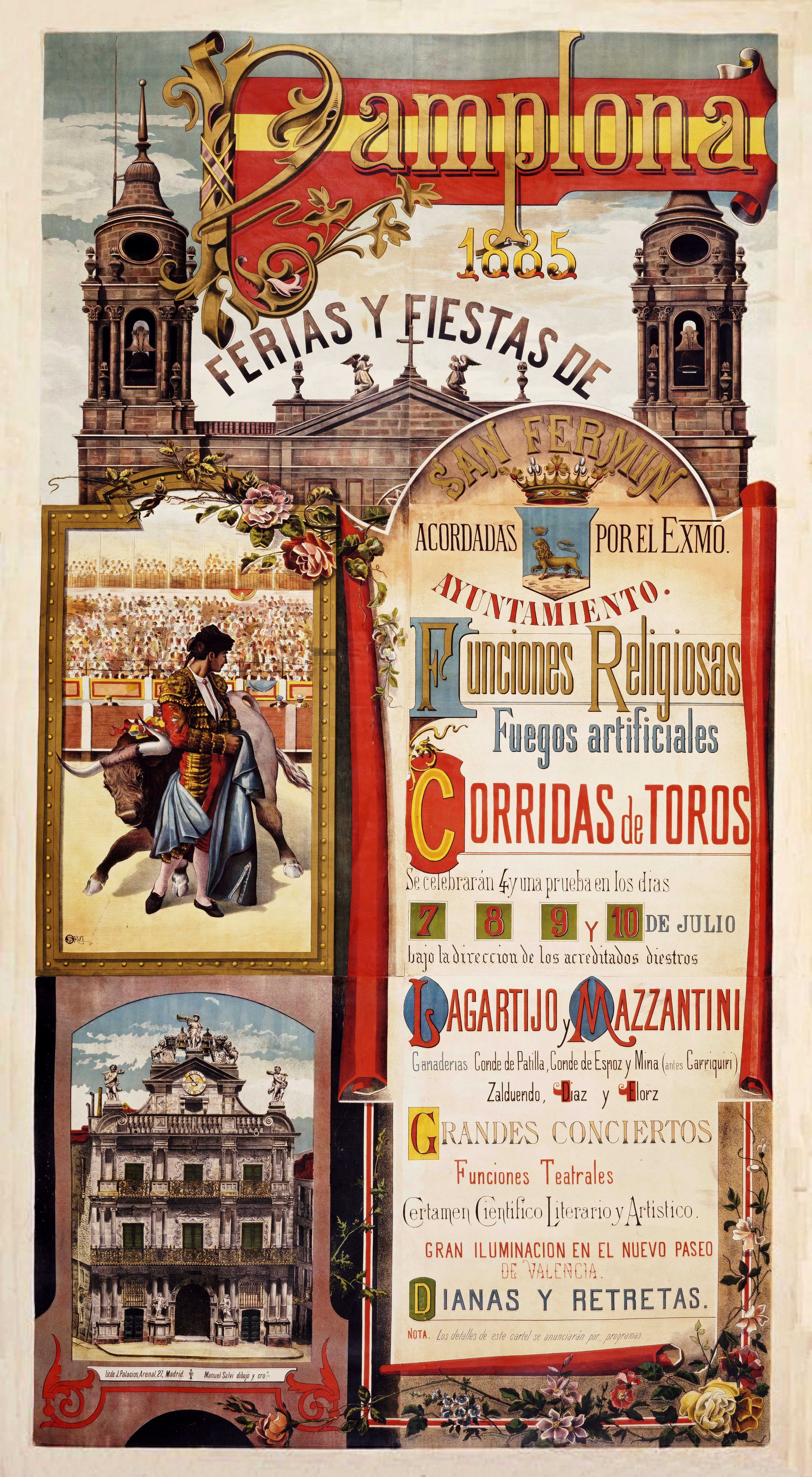
Cartel de San Fermín (1885)

Tres celebraciones independientes están en su origen: Los actos religiosos en honor a San Fermín, desde antes del siglo XII, las ferias comerciales y las corridas de toros, documentadas ambas desde el siglo XIV. La Iglesia celebraba el 10 de octubre la festividad de San Fermín, patrono de Navarra. Los sanfermines nacieron así, en la época medieval, como feria comercial y fiesta secular, usando para ello las fechas de fiestas religiosas cristianas, que a su vez usaban fechas festivas de orígenes anteriores, como la del paganismo vasco y latino. A comienzos del siglo XIII se celebraban unas ferias comerciales tras la noche de San Juan, entre el día 23 y el 24 de junio, coincidiendo el comienzo del verano, y posteriormente se pasaron a celebrar a partir de la festividad de San Pedro, el 29 de junio. Como las ferias eran lugares de encuentro de mercaderes, ganaderos y aldeanos, eran también pretexto para festejar y comenzaron a organizarse corridas de toros como parte de la tradición.
Hay otra fecha emparentada al final del verano, el 10 de octubre, en que se organizaba una feria en Pamplona, de siete días de duración, desde el año 1324, por privilegio del rey Carlos I de Navarra y IV de Francia. En 1381 por privilegio del rey Carlos II de Navarra, pasó a ser feria franca, coincidiendo también entonces con festividades religiosas. Estas dos ferias y fiestas, al inicio y al final del verano, se unificaron en 1592 para aprovechar el mejor tiempo, comenzando el día séptimo del séptimo mes: el 7 de julio. Aunque todavía en la actualidad, a finales del verano, se celebran "San Fermín txikito" (pequeños sanfermines) solo celebrado por los propios navarros. El Ayuntamiento de Pamplona solicitó al obispo en 1591 trasladar la celebración al 7 de julio a lo que el prelado accedió[cita requerida]. En aquella fecha se celebraban ferias en Pamplona con corridas de toros. De esta forma, se produjo la coincidencia entre la celebración religiosa y el bullicio ferial, en el que los toros jugaban un papel esencial. Durante mucho tiempo se ha creído que la festividad de San Fermín se celebraba el 24 de septiembre.
El patrón de Pamplona, San Saturnino o San Cernin, obispo de Toulouse y mártir, mantiene una celebración mucho más modesta en el 29 de noviembre. Para muchos de los visitantes, este hecho causa la confusión de pensar que es San Fermín el patrono de la ciudad cuando es copatrón de toda Navarra junto con San Francisco Javier.
Consta que el Regimiento (Ayuntamiento de entonces) celebró una fiesta ya en las nuevas fechas, el 7 de julio de 1591, con el siguiente programa:
- Pregón de Fiestas, muy ceremonial.
- Torneo con lanzas en la actual Plaza del Castillo.
- Teatro: "Comedia y Tragedia del Bienaventurado San Fermín".
- Danzas, procesión por las calles, etc.

El día siguiente, se celebró una corrida de toros.
Fueron pasando los siglos, sin grandes cambios en los sanfermines. Pero desde 1950 aproximadamente, los cambios han sido acelerados. En primer lugar, por el incremento del nivel de vida. El pueblo (Pamplona tendría unos 20.000 habitantes) se juntaba en la Plaza Consistorial para recoger al Ayuntamiento y acompañarlo a la iglesia de San Lorenzo, donde en la capilla de San Fermín se celebraban, las Vísperas, en la tarde del 6 de julio. Tras la misa, pueblo y autoridades regresaban de la iglesia al Ayuntamiento, igualmente por la calle Mayor. 
Desde 1950, aproximadamente, los sanfermines vienen evolucionando tanto como la sociedad. Han perdido mucho de su componente religioso, aunque la procesión sigue siendo multitudinaria y presenta algunos "momenticos" especialmente entrañables, como la jota que se canta al santo en la Plazuela del Consejo o el Agur jaunak interpretado en su honor en el lugar, frente a la iglesia de San Cernin en que se dice que fue bautizado. El "riau-riau", con el que el pueblo acompañaba, a los sones del "Vals de Astráin", al Ayuntamiento en cuerpo de ciudad, retardando lo más posible su marcha desde la Casa Consistorial hasta la iglesia de San Lorenzo, para celebrar aquí las Vísperas del Santo, ha tenido que suspenderse porque en los últimos años había sido ocasión de protestas y disturbios. Ahora bien, recientemente se está volviendo a festejar -originalmente, por iniciativa de clubs de jubilados-, aunque sin la corporación municipal.

## El chupinazo

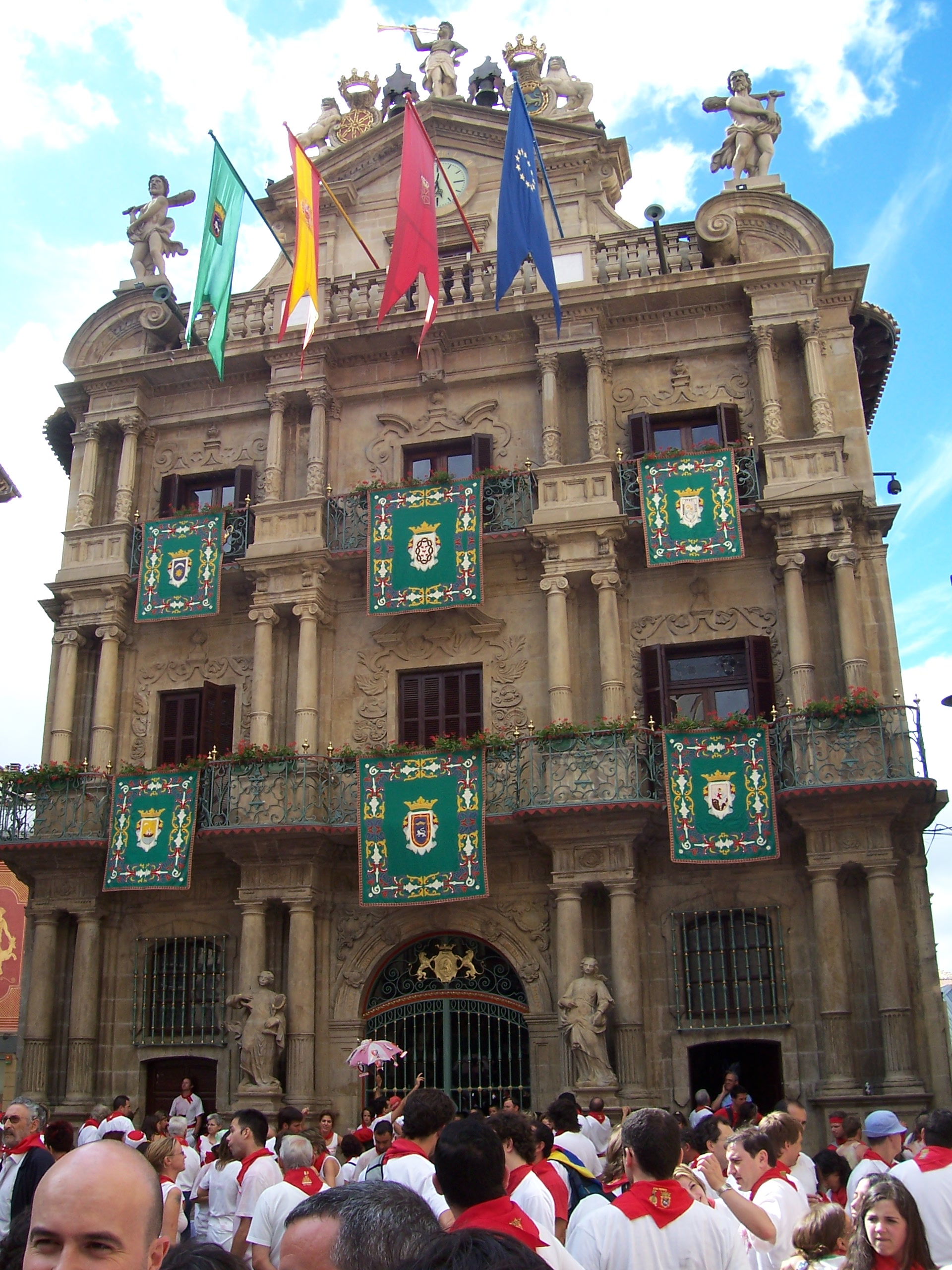
Ayuntamiento de Pamplona, engalanado para las fiestas de San Fermín

El chupinazo es el cohete que se lanza el día 6 de julio de cada año a las doce del mediodía desde el balcón de la casa consistorial de Pamplona para señalar el inicio de las fiestas de san Fermín o sanfermines. Congrega gran número de público y se retransmite en directo por televisión. Es el chupinazo más famoso del mundo. 
El origen de esta tradición se halla a principios del siglo XX. El Ayuntamiento de Pamplona contrataba una empresa de pirotecnia que disparaba una serie de cohetes el día 6 de julio, víspera de la fiesta de san Fermín, para señalar el inicio de las fiestas. Los cohetes se disparaban desde la Plaza del Castillo por un empleado de la empresa, sin mayores ceremonias. En la década de los años treinta empezó a congregarse una buena cantidad de público en el momento del lanzamiento de los cohetes, y algunos pamploneses solicitaban del operario que les permitiese prender la mecha, en particular Juan Echepare Aramendía disparó el primer cohete entre 1931 y 1936.

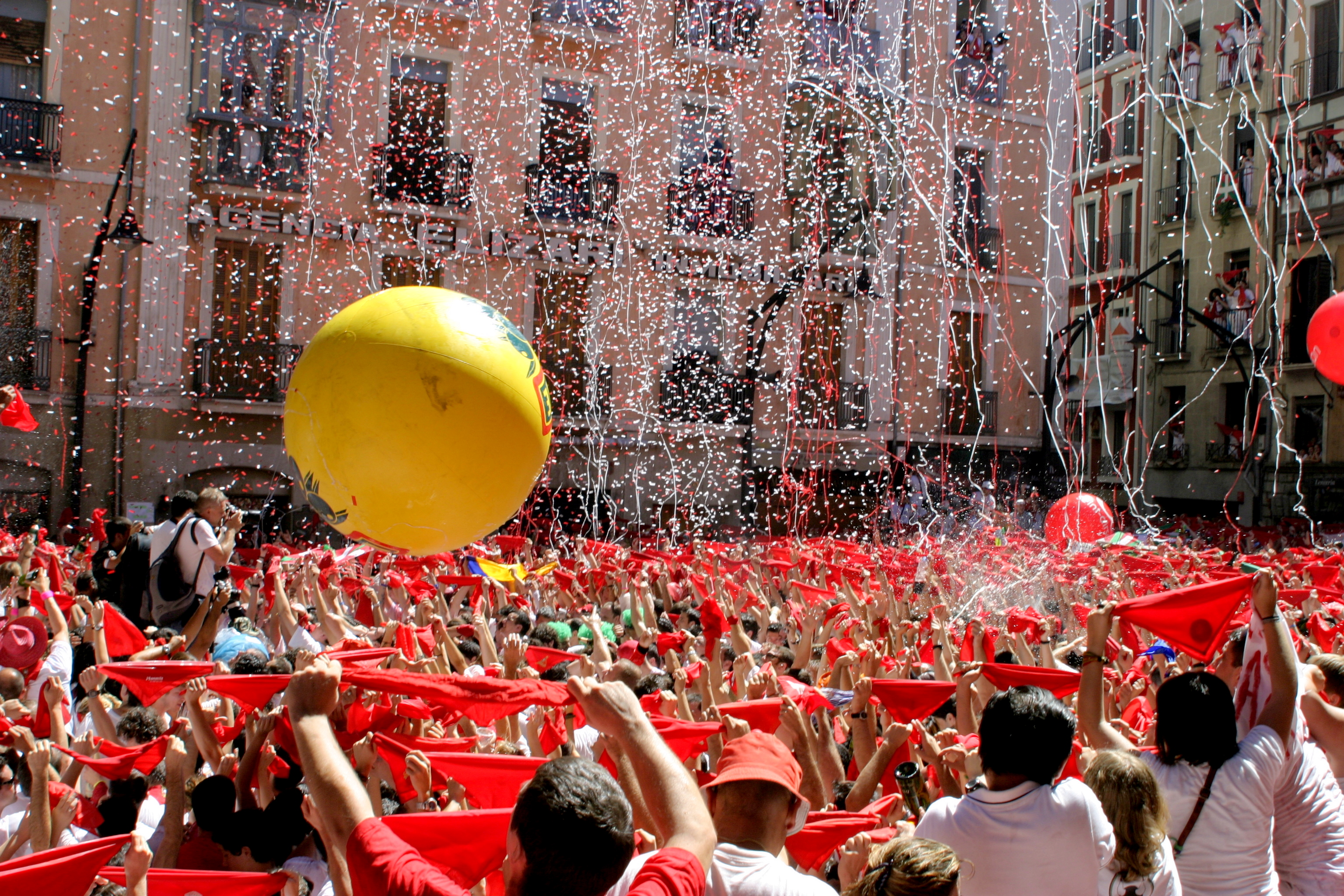
Ambiente previo al chupinazo de 2007. En la abarrotada plaza consistorial, la muchedumbre extiende los pañuelos rojos característicos del atuendo de las fiestas

En 1939 fue un concejal del ayuntamiento, Joaquín Ilundain, el que solicitó para sí el honor de disparar el primer cohete, y a raíz de ello y junto con el periodista José Mª Pérez Salazar promovió la idea de que el lanzamiento de ese primer chupinazo se hiciera con mayor solemnidad. En 1940 por primera vez el disparo se hizo desde el balcón principal de la Casa Consistorial, siendo encargado de prender la mecha el propio Joaquín Ilundain. En los años siguientes se adoptó la costumbre de que el concejal encargado de disparar el chupinazo fuera el presidente de la comisión municipal de fiestas. Esta costumbre solo se rompió en 1964 cuando se cedió el honor a Manuel Fraga, ministro de Información y Turismo, que se hallaba de visita en la ciudad. Es también tradicional que quien dispara el chupinazo previamente vitoree a san Fermín.
Tras la instauración de la democracia y la elección del primer ayuntamiento democrático en 1979 se adoptó el criterio de que el lanzamiento del chupinazo se hiciera rotatorio, primero entre los miembros de la comisión de fiestas y, a partir de 1983, entre los diversos grupos políticos de mayor a menor. Este criterio solo se ha roto en los años 2000, 2001 y 2010 en que se otorgó la distinción del lanzamiento al Club Atlético Osasuna, en la persona de su capitán César Palacios, por el ascenso conseguido ese año 2000 a Primera División, al Portland San Antonio, en la persona de su presidente Fermín Tajadura por su victoria en la máxima competición continental, la Copa de Europa de Balonmano, y a la Comparsa de Gigantes, en la persona de su presidente Mari Ganuza, como reconocimiento a los 150 años de historia celebraba ese año.
Desde el 6 de julio de 1941, a pesar de que algunas personas encargadas de lanzar el cohete han hecho algunos cambios en el tradicional grito, la fórmula que mayoritariamente se ha pronunciado ha sido la siguiente:
'"Pamploneses, Pamplonesas, ¡Viva san Fermín! Gora san Fermin!"'

### Encargados en lanzar el chupinazo

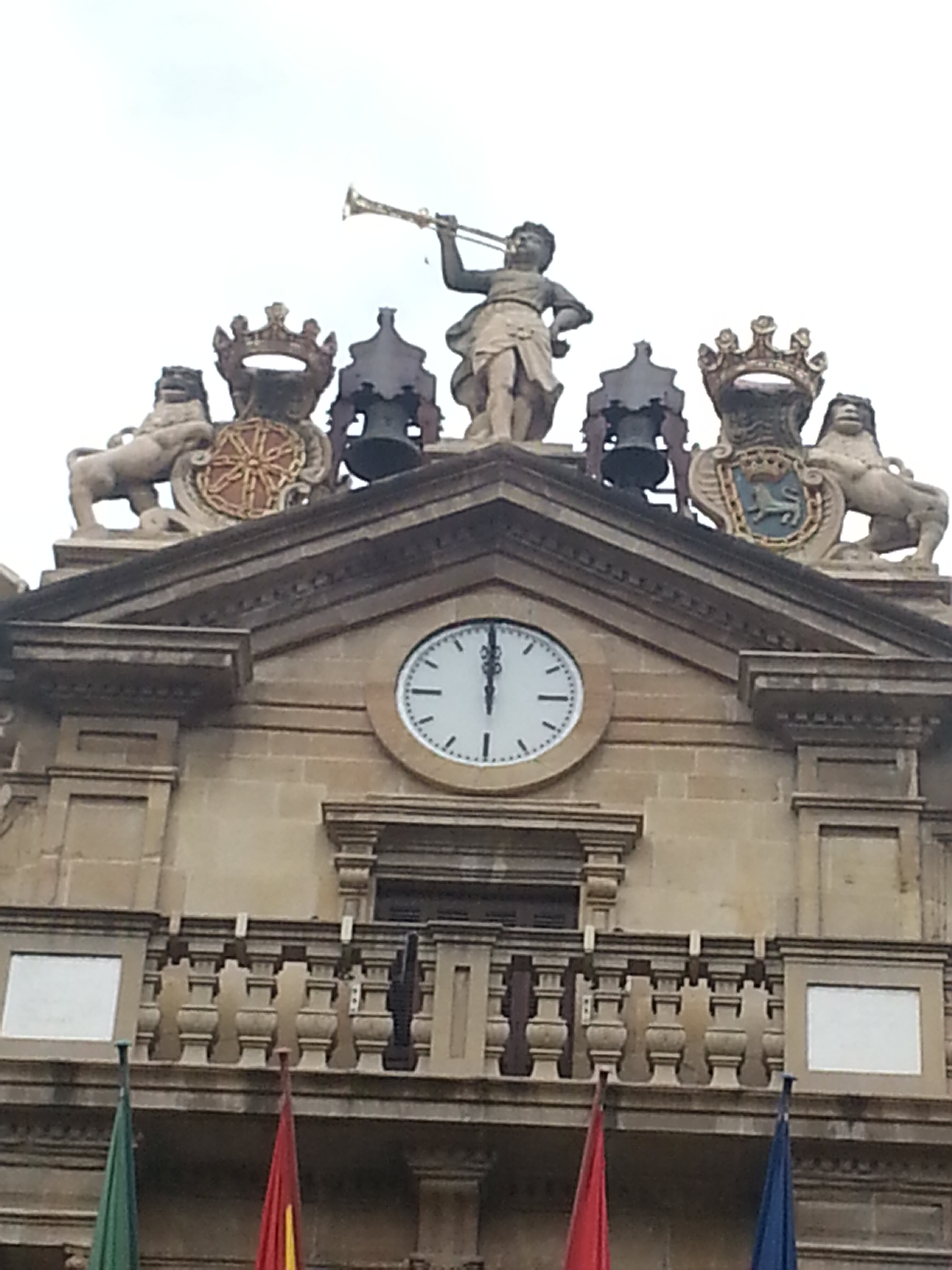
Las 12, hora del chupinazo

El primer chupinazo disparado desde la Casa Consistorial fue en 1941, entre 1901 y 1940 se hacía desde la plaza del Castillo. En 1979, el primer alcalde de la democracia en Pamplona, el socialista Julián Balduz estableció que el encargado de lanzar el chupinazo se eligiese entre los concejales del ayuntamiento pamplonés, y de mayor a menor representación. Balduz ha sido el único alcalde de Pamplona que no ha lanzado el chupinazo, ya que lo cedió a una edil de UCD en 1981 y a una compañera de partido en el año 1983.

## El Riau-riau

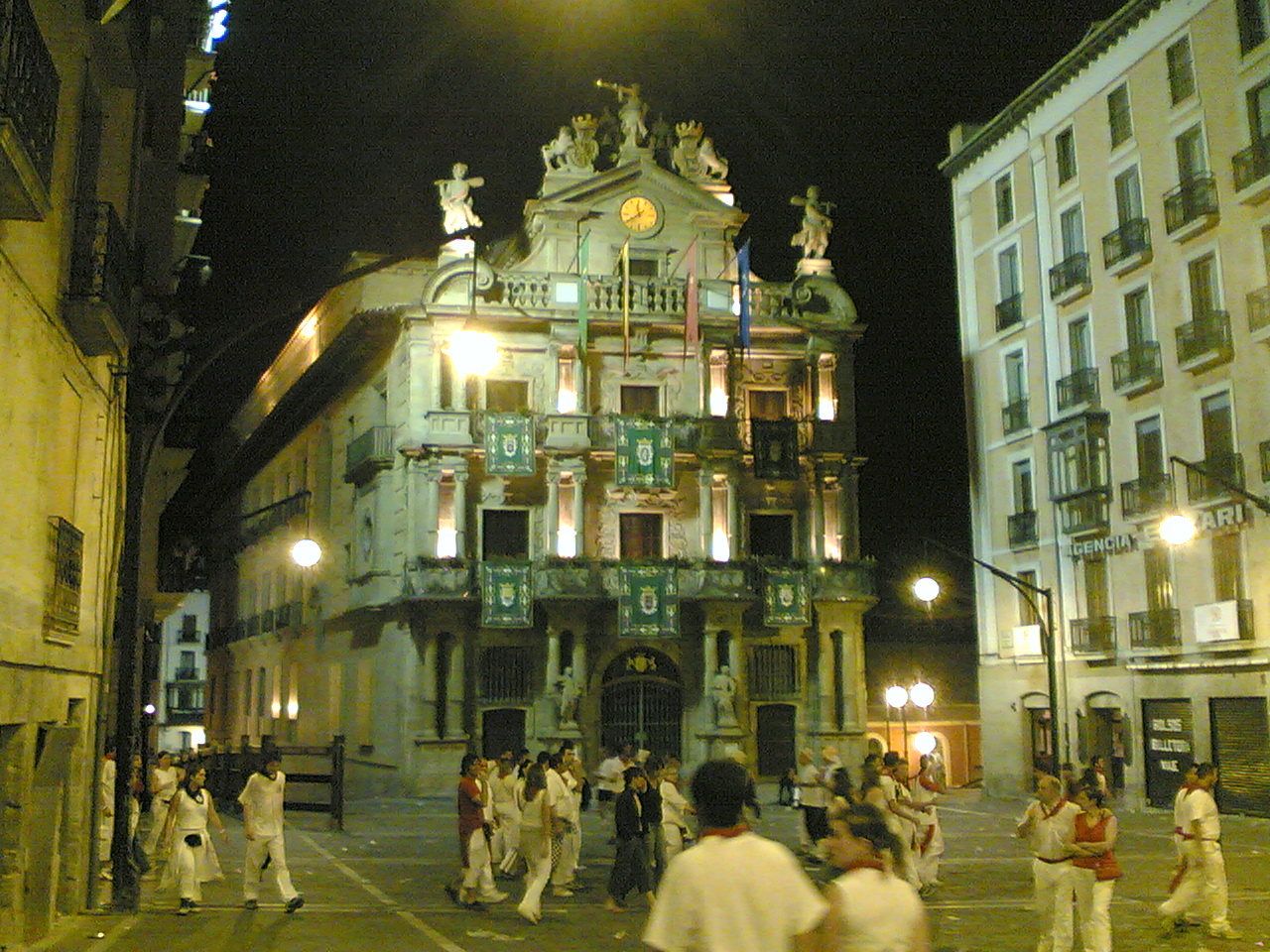
El Ayuntamiento de Pamplona, punto de inicio del Riau-Riau

El Riau-Riau es un acto tradicional, con espíritu crítico y de protesta contra la autoridad, que nunca ha tenido consideración oficial y no se incluye en el programa de fiestas. Aunque su formato ha variado con los años se celebra la tarde del 6 de julio, aproximadamente hacia las 16:30h., cuando la corporación municipal en "Cuerpo de Ciudad" salía del Ayuntamiento para participar en la función de Vísperas en la Iglesia de San Lorenzo. Ciudadanos, turistas, La Pamplonesa, la comparsa de Gigantes y Cabezudos o rondallas ocupan la plaza del Ayuntamiento, y posteriormente la calle Mayor, cantando y bailando el «Riau Riau» un vals compuesto a mediados del siglo XIX por Miguel Astráin con el nombre de «La Alegría por San Fermín». De esta forma se impedía el paso de la Corporación Municipal haciendo que un recorrido de apenas 500 metros tardara en completarse varias horas.

A las 4, el 6 de julio

Pamplona gozando va

pasando calles y plazas

las Vísperas a cantar

al glorioso San Fermín

patrón de esta capital

que los pamplonicas aman

con cariño sin igual.

Delante van

chiquillos mil

con miedo atroz dicen: ¡Aquí!

un cabezón viene detrás

dando vergazos y haciendo chillar.

(¡¡Riau-Riau!!)

Después vienen los muchachos

en un montón fraternal

empujando a los gigantes

con alegría sin par

porque llegaron las fiestas

de esta gloriosa ciudad

que son en el mundo entero

una cosa singular.

(¡¡Riau-Riau!!)

Los mozos de blusa

que son los que dan animación

con los pollos-pera

van todos unidos en montón.

Los de la Pamplonesa

detrás vienen tocando

van a honrar a San Fermín.

Toda la ciudad

con movimiento contemplando está

la gran caravana

que alegre hasta San Lorenzo va.

Los del Ayuntamiento

con mazas y timbales

van a honrar a su patrón.”Miguel Astráin - «La Alegría por San Fermín»

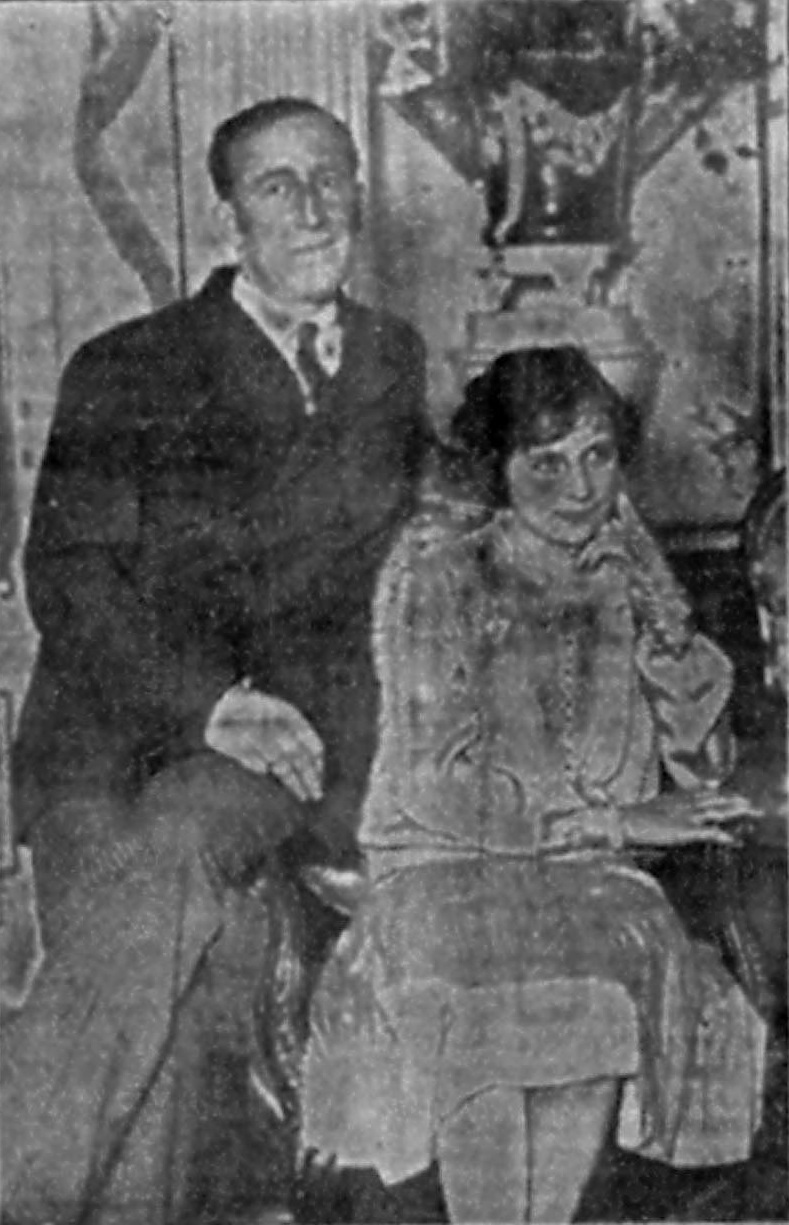
Ignacio Baleztena (izda.) al que se atribuye la fundación del Riau-Riau en 1914

El Riau-Riau se celebró por primera vez en 1914. El inicio de esta tradición se atribuye al carlista Ignacio Baleztena que, coreando el «Vals de Astráin», quiso interponerse en el avance de un Ayuntamiento políticamente contrario. El festejo cuajó rápidamente hecho que fue corroborado porque en la década de los años veinte hubo dos intentos de prohibición, que no llegaron a cumplirse, por parte de la Alcaldía.
En la historia de este acto ha habido varias suspensiones que han perdurado hasta 2018. Antes de la década de los años 1990 solo se registró un parón entre 1932 y 1936, durante la Segunda República Española, debido a que la Corporación no participó en los actos religiosos. En 1972 fue suspendido por primera vez cuando se cumplieron 45 minutos en los que la Corporación apenas pudo avanzar unos metros desde el Ayuntamiento.
A partir de esta fecha se sucedieron una serie de Riau-Riaus en los que la tónica general fue el poco avance de la Corporación y la cada vez más multitudinaria asistencia al acto. Así en numerosas ocasiones el acto tuvo que ser suspendido sin que la comitiva pudiera llegar hasta la Iglesia de San Lorenzo. El último Riau-Riau que consiguió este objetivo fue el de 1985, con una duración de tres horas y media, durante las cuales se interpretó, cantó y bailó el «Vals de Astráin» unas 180 veces.
En 1991, debido a altercados políticos cuando un grupo de personas intentó asaltar el Ayuntamiento y agredir a los ediles, el Riau-Riau tuvo que ser suspendido. No se volvió a celebrar hasta 1996, siendo alcalde Javier Chourraut, en el que por los mismos motivos tampoco pudo realizarse.

"Fue imposible. Lo intentaron. Hasta tres veces. Pero a las 17,55 horas entraba a la iglesia de San Lorenzo Javier Chourraut, alcalde de Pamplona, cariacontecido, triste, serio, seguido inmediatamente detrás por el concejal de Izquierda Unida José Javier Echeverría, que lloraba «como un niño», según propia confesión, y tuvo que ser animado por el sacerdote Jesús Labari. Era la imagen del Riau-Riau de 1996, que un año más tuvo que ser suspendido."
Diario de Navarra (1996) 

Desde 1997 el Riau-Riau ha estado ausente oficialmente de las fiestas de San Fermín aunque cada año es uno de los temas candentes a la hora de planificar el programa festivo. Desde ese año la Peña Mutilzarra o la asociación de jubilados Yoar organiza un Riau-Riau alternativo, sin la participación de representantes políticos, pero con la gente de Pamplona que quiere conservar la tradición de acudir a Vísperas recorriendo el trayecto entre el ayuntamiento y la iglesia de San Lorenzo al son del Vals de Astrain. En 2006 se volvió a incorporar La Pamplonesa y la Comparsa de Gigantes y Cabezudos. En 2018 esta modalidad de carácter "popular y no oficial" celebró su 21.ª edición.

"Es una tradición que los mozos y mozas pamploneses tenemos que recuperar de forma extraoficial. Hace unos años se intentó recuperar y no fue posible, ahora podemos ver que sale bien y funciona así que espero que siga así."
Carlos Guzmán, Peña Mutilzarra (2018) 

Intentos oficiales posteriores, como su intento de recuperación en 2012 siendo alcalde Enrique Maya, no llegaron a buen puerto: debió ser suspendido nuevamente ante la imposibilidad física de salir del Ayuntamiento.

"(los incidentes) Son absolutamente lamentables aunque el riau-riau es un acto fácilmente boicoteable dada la cantidad de gente. Que una minoría interprete como una victoria que la marcha no salga vulnera el derecho de todos los pamploneses. El riau-riau no puede ser una batalla".
Iñaki Cabasés, Concejal de Nafarroa Bai (2012) 

## El encierro y los toros

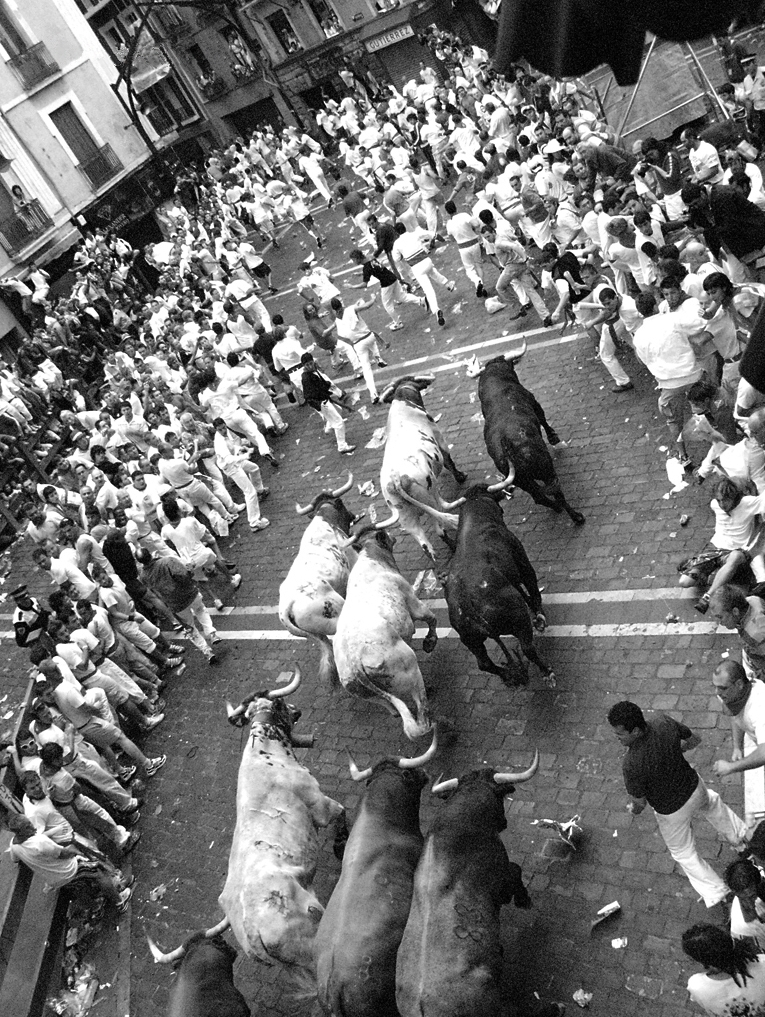
Encierro a su paso por la plaza del ayuntamiento

Consiste en llevar a la plaza a los seis toros que van a ser lidiados a las 18:30 del mismo día en la corrida de toros. Desde que se estableció el horario de verano en 1974, los encierros comienzan todos los días a las 08:00 horas (antes era a las 07:00). A esa hora salen desde los corrales de Santo Domingo, donde han pasado la noche, hacia la plaza, adonde llegan tras recorrer unos 849 metros. Todo esto ayudado por 6 cabestros o mansos que sirven un tanto de guía para los toros y también para en cierta forma tranquilizarlos.
Este acto era obligado en todas las plazas de toros los días que había corrida antes de existir los medios de transporte motorizados. 
Los toros eran llevados a pie desde las ganaderías hasta prados cercanos a la localidad del festejo. La noche anterior o la misma mañana del festejo eran trasladados a la plaza de toros. Luego vinieron los trenes y los camiones y este acto fue desapareciendo en la gran mayoría de las poblaciones excepto en algunas como Pamplona. Aquí el encierro fue convirtiéndose poco a poco en el espectáculo que hoy conocemos. En gran parte por la idiosincrasia del pueblo navarro.
El primer encierro de las fiestas es el del día 7 de julio y el último el del día 14.

### Ganaderías de cada año
Cada año hay 8 ganaderías distintas que corren en Pamplona desde el 7 de julio hasta el 14 de julio. Están ordenados por día, del 7 al 14.
- 1980: Conde de la Corte, César Moreno, Fermín Bohórquez, Miura, Dolores Aguirre, Marqués de Domecq, Guardiola Fantoni y Albaserrada.
- 1981: Pablo Romero, Julio Aguirre, Fermín Bohórquez, Conde de la Corte, Miura, Albaserrada, Conde de la Maza y Marqués de Domecq.
- 1982: Conde de la Corte, Albaserrada, Samuel Flores, Hernández Barrera, Pablo Romero, Ortega Sánchez, Marqués de Domecq y Miura.
- 1983: Pablo Romero, Julio Aguirre, Albaserrada, Miura, Los Guateles, Marqués de Domecq, Celestino Cuadri y Jandilla.
- 1984: Alonso Moreno, Pablo Romero, Guardiola Fantoni, Osborne, Fermín Bohórquez, Marqués de Domecq, Martínez Uranga y Miura.
- 1985: Pablo Romero, Guardiola Fantoni, Osborne, Fermín Bohórquez, Marqués de Domecq, Cebada Gago, Hernández Barrera y Miura.
- 1986: Domínguez Camacho, Guardiola Fantoni, Osborne, Cebada Gago, Fermín Bohorquez, Marqués de Domecq, Murteira y Miura.
- 1987: Arauz de Robles, Guardiola Fantoni, Cebada Gago, Osborne, Pablo Romero, Murteira, Marqués de Domecq y Miura.
- 1988: Torrestrella, Guardiola Fantoni, Carmen Camacho, Pablo Romero, Murteira, Cebada Gago, Atanasio Fernández y Miura.
- 1989: Celestino Cuadri, Murteira, Pablo Romero, Guardiola Fantoni, Marqués de Domecq, Cebada Gago, Baltasar Iban y Miura.
- 1990: Marqués de Domecq, Celestino Cuadri, Guardiola Fantoni, Cebada Gago, Atanasio Fernández, Miura, Sepúlveda y Conde de la Corte.
- 1991: Conde de la Corte, Guardiola Fantoni, Cebada Gago, Albaserrada, Osborne, Sepúlveda, Marqués de Domecq y Miura.
- 1992: Ortega Sánchez, Cebada Gago, Guardiola Fantoni, Conde de la Corte, Osborne, Miura, Sepúlveda y Marqués de Domecq.
- 1993: Cebada Gago, Guardiola Fantoni, Marqués de Domecq, Miura, Pablo Romero, Pérez Tabernero, Torrealta y Conde de la Corte.
- 1994: Cebada Gago, Conde de la Corte, Miura, Pablo Romero, Benítez Cubero, Torrestrella, Marqués de Domecq y Osborne.
- 1995: Celestino Cuadri, Miura, Dolores Aguirre, Cebada Gago, Sepulveda, Núñez del Cuvillo, Torrestrella y El Torreón.
- 1996: Miura, Guardiola Fantoni, Alcurrucén, El Sierro, La Ermita, Torrestrella, Cebada Gago y Marqués de Domecq.
- 1997: Conde de la Corte, Guardiola Fantoni, María Luisa Domínguez, Torrestrella, Jandilla, Hermanos Astolfi, Miura y El Pilar.
- 1998: Jandilla, Conde de la Corte, Guardiola Fantoni, Cebada Gago, Peñajara, Miura, Marqués de Domecq y Torrealta.
- 1999: Marqués de Domecq, Guardiola Fantoni, Cebada Gago, Adolfo Martín, Miura, Jandilla, Guadalest y Gutiérrez Lorenzo.
- 2000: Cebada Gago, Adolfo Martín, Partido de Resina, Torrestrella, Jandilla, Núñez del Cuvillo, Gutiérrez Lorenzo y Miura.
- 2001: Torrestrella, Millares, Cebada Gago, Jandilla, Santiago Domecq, Marqués de Domecq, Gutiérrez Lorenzo y Miura.
- 2002: Marqués de Domecq, Cebada Gago, Santiago Domecq, Gutiérrez Lorenzo, Jandilla, Dolores Aguirre, Torrestrella y Miura.
- 2003: Alcurrucén, Cebada Gago, Juan Pedro Domecq, Jandilla, Adolfo Martín, Dolores Aguirre, Miura y Torrestrella.
- 2004: Torrestrella, Cebada Gago, Núñez del Cuvillo, Dolores Aguirre, Miura, Jandilla, Marqués de Domecq y Juan Pedro Domecq.
- 2005: Santiago Domecq, Cebada Gago, Dolores Aguirre, Miura, Jandilla, Juan Pedro Domecq, Fuente Ymbro y Victorino Martín.
- 2006: Marqués de Domecq, Dolores Aguirre, Miura, Cebada Gago, José Luis Osborne, Alcurrucén, Fuente Ymbro y Victorino Martín.
- 2007: Dolores Aguirre, Miura, Fuente Ymbro, Cebada Gago, Jandilla, Marqués de Domecq, Antonio Banuelos y Victorino Martin.
- 2008: Conde de la Corte, Cebada Gago, Fuente Ymbro, El Ventorrillo, Jandilla, Dolores Aguirre, Miura y Núñez del Cuvillo
- 2009: Alcurrucén, Cebada Gago, El Ventorrillo, Jandilla, Dolores Aguirre, Miura, Fuente Ymbro y Núñez del Cuvillo.
- 2010: Peñajara, Cebada Gago, Fuente Ymbro, Dolores Aguirre, Miura, Victoriano del Río, El Pilar y Jandilla.
- 2011: Torrestrella, Cebada Gago, Dolores Aguirre, Miura, Fuente Ymbro, Victoriano del Río, El Pilar y Núñez del Cuvillo.
- 2012: Dolores Aguirre, Miura, Cebada Gago, El Pilar, Fuente Ymbro, Victoriano del Río, Juan Pedro Domecq y Torrehandilla.
- 2013: Alcurrucén, Dolores Aguirre, Valdefresno, Victoriano del Río, Torrestrella, El Pilar, Fuente Ymbro y Miura.
- 2014: Torrestrella, Dolores Aguirre, Victoriano del Río, Garcigrande, Jandilla, Fuente Ymbro, Adolfo Martin y Miura.
- 2015: Jandilla, Del Tajo y La Reina, Victoriano del Río, Fuente Ymbro, José Escolar, Conde de la Maza, Garcigrande y Miura.
- 2016: Fuente Ymbro, Cebada Gago, José Escolar, Pedraza del Yeltes, Jandilla, Victoriano del Río, Núñez del Cuvillo y Miura.
- 2017: Cebada Gago, José Escolar, Puerto de San Lorenzo, Fuente Ymbro, Jandilla, Victoriano del Río, Núñez del Cuvillo y Miura.
- 2018: Puerto de San Lorenzo, José Escolar, Cebada Gago, Fuente Ymbro, Núñez del Cuvillo, Victoriano del Río, Jandilla y Miura.
- 2019: Puerto de San Lorenzo, Cebada Gago, José Escolar, Jandilla, Victoriano del Río, Núñez del Cuvillo, La Palmosilla y Miura.
- 2022: Núñez del Cuvillo, Fuente Ymbro, José Escolar, La Palmosilla, Cebada Gago, Jandilla, Victoriano del Río y Miura.
- 2023: La Palmosilla, José Escolar, Cebada Gago, Fuente Ymbro, Núñez del Cuvillo, Jandilla, Victoriano del Río y Miura.
- 2024: La Palmosilla, Cebada Gago, Fuente Ymbro, Victoriano del Río, Domingo Hernández, José Escolar, Jandilla,  y Miura.
- 2025: Fuente Ymbro, Cebada Gago, Álvaro Núñez, Victoriano del Río, Jandilla, José Escolar, La Palmosilla  y Miura.

### Orígenes del Encierro
Los encierros de San Fermín tienen un origen medieval en la "entrada": los pastores navarros traían a los toros de lidia desde las dehesas de la Ribera de Navarra hasta la plaza Mayor, que servía de coso taurino al no existir una plaza de toros. La noche anterior a la corrida la pasaban acampados cerca de la ciudad y, al amanecer, entraban a la carrera arropados por los toros mansos (cabestros) y acompañados de gente que, a caballo o a pie, ayudaba con palos y gritos a encerrarlos en los corrales. 
En 1717 y 1731 se dictan bandos que prohíben correr el encierro. En 1776 se construye el primer vallado hasta la plaza de toros, que estaba en la actual plaza del Castillo. Con el tiempo, a finales del siglo XIX, se pasó de correr detrás de ellos para ayudar a encerrarlos, a correr delante; así se convirtió en una costumbre popular. Ya en 1856 pasa a denominarse encierro (antes era entrada) y se corren por primera vez por la calle Estafeta. Dicen las crónicas que los primeros en desafiar las prohibiciones que impedían correr delante de los astados fueron los carniceros del Mercado de Santo Domingo, situado junto a la cuesta del mismo nombre. En 1867 el consistorio dicta un bando para reglamentar la carrera, y se documenta el primer "montón" en 1878.

### Premios de la Feria del Toro

#### 1969
Premio Feria del Toro: Juan Pedro Domecq Premio Carriquiri: Juan Pedro Domecq (Madrileño).

#### 1970
Premio Feria del Toro: Juan Pedro Domecq Premio Carriquiri: Juan Pedro Domecq (Delirio).

#### 1971
Premio Feria del Toro: Juan Pedro Domecq Premio Carriquiri: Conde de la Corte (Vareto).

#### 1972
Premio Feria del Toro: César Moreno Premio Carriquiri: Miura (León).

#### 1973
Premio Feria del Toro: Antonio Martínez Elizondo Premio Carriquiri: Miura (Importuno).

#### 1974
Premio Feria del Toro: Miura Premio Carriquiri: Miura (Galguito).

#### 1975
Premio Feria del Toro: Pablo Romero Premio Carriquiri: Miura (Agujito).

#### 1976
Premio Feria del Toro: Juan Guardiola Soto Premio Carriquiri: Juan Guardiola Soto (Tabardillo).

#### 1977
Premio Feria del Toro: Miura Premio Carriquiri: Miura (Algabeño).

#### 1978
Premio Feria del Toro: Suspendido Premio Carriquiri: Suspendido

#### 1979
Premio Feria del Toro: Marqués de Albaserrada Premio Carriquiri: Albaserrada (Revoltoso).

#### 1980
Premio Feria del Toro: Marqués de Albaserrada Premio Carriquiri: ?????

#### 1981
Premio Feria del Toro: ????? Premio Carriquiri: ?????

#### 1982
Premio Feria del Toro: ????? Premio Carriquiri: Marqués de Albaserrada (Hatero).

#### 1983
Premio Feria del Toro: Marqués de Domecq Premio Carriquiri: Miura (Navajito).

#### 1984
Premio Feria del Toro: Miura Premio Carriquiri: Fermín Bohórquez (Palomero).

#### 1985
Premio Feria del Toro: Osborne Premio Carriquiri: Marqués de Domecq (Hilador).

#### 1986
Premio Feria del Toro: Cebada Gago Premio Carriquiri: Marqués de Domecq (Vidriero) y Murteira Grave (Bilbaíno).

#### 1987
Premio Feria del Toro: Murteira Grave Premio Carriquiri: Salvador Guardiola Fantoni (Carasucia).

#### 1988
Premio Feria del Toro: ????? Premio Carriquiri: Salvador Guardiola (Abeja).

#### 1989
Premio Feria del Toro: Salvador Guardiola Premio Carriquiri: Salvador Guardiola (Ricolata).

#### 1990
Premio Feria del Toro: Cebada Gago Premio Carriquiri: Cebada Gago (Trepador).

#### 1991
Premio Feria del Toro: Salvador Guardiola y Marqués de Domecq Premio Carriquiri: Conde de la Corte (Hablador).

#### 1992
Premio Feria del Toro: Cebada Gago Premio Carriquiri: Cebada Gago (Panadero).

#### 1993
Premio Feria del Toro: Torrealta Premio Carriquiri: Marqués de Domecq (Fresón).

#### 1994
Premio Feria del Toro: Torrestrella Premio Carriquiri: Marqués de Domecq (Marcado).

#### 1995
Premio Feria del Toro: Dolores Aguirre Premio Carriquiri: Torrestrella (Castellano).

#### 1996
Premio Feria del Toro: Salvador Guardiola Premio Carriquiri: Torrestrella (Borracho).

#### 1997
Premio Feria del Toro: Salvador Guardiola Premio Carriquiri: Miura (Albulaqueño).

#### 1998
Premio Feria del Toro: Marqués de Domecq Premio Carriquiri: Cebada Gago (Manzanillo).

#### 1999
Premio Feria del Toro: Cebada Gago y Miura Premio Carriquiri: Miura (Bombito)

#### 2000
Premio Feria del Toro: Gutiérrez Lorenzo Premio Carriquiri: Hijos de Pedro Guitiérrez Lorenzo (Narciso).

#### 2001
Premio Feria del Toro: Cebada Gago Premio Carriquiri: Santiago Domecq Bohórquez (Frívola).

#### 2002
Premio Feria del Toro: Torrestrella Premio Carriquiri: Torrestrella (Sonajero).

#### 2003
Premio Feria del Toro: Jandilla Premio Carriquiri: Miura (Lagartijo).

#### 2004
Premio Feria del Toro: Jandilla Premio Carriquiri: Jandilla (Olivarero).

#### 2005
Premio Feria del Toro: Fuente Ymbro Premio Carriquiri: Jandilla (Regidor).

#### 2006
Premio Feria del Toro: Cebada Gago Premio Carriquiri: Fuente Ymbro (Zarandado).

#### 2007
Premio Feria del Toro: Fuente Ymbro Premio Carriquiri: Cebada Gago (Segador).

#### 2008
Premio Feria del Toro: El Ventorrillo y Miura (Ex Aequo) Premio Carriquiri: Fuente Ymbro (Pelicano).

#### 2009
Premio Feria del Toro: Dolores Aguirre Premio Carriquiri: Jandilla (Sabueso).

#### 2010
Premio Feria del Toro: Fuente Ymbro Premio Carriquiri: Fuente Ymbro (Tranposo).

#### 2011
Premio Feria del Toro: Fuente Ymbro Premio Carriquiri: Dolores Aguirre (Langosta) y El Pilar (Cotidianero) (Ex aequo).

#### 2012
Premio Feria del Toro: Cebada Gago Premio Carriquiri: Moisés Fraile (Cantillito).

#### 2013
Premio Feria del Toro: Dolores Aguirre Premio Carriquiri: Fuente Ymbro (Heroína).

#### 2014
Premio Feria del Toro:Victoriano del Río Premio Carriquiri: Victoriano del Río (Español).

#### 2015
Premio Feria del Toro: - 
Premio Carriquiri: José Escolar (Costurero).

#### 2016
Premio Feria del Toro: Victoriano del Río Premio Carriquiri: Jandilla (Decana)

#### 2017
Premio Feria del Toro: Jandilla Premio Carriquiri: Victoriano del Río (Forajido).

#### 2018
Premio Feria del Toro: Jandilla Premio Carriquiri: Puerto de San Lorenzo (Cuba).

#### 2019
Premio Feria del Toro: Nuñez del Cuvillo Premio Carriquiri: La Palmosilla (Tinajón).

#### 2022
Premio Feria del Toro: La Palmosilla Premio Carriquiri: Jandilla (Rufián).

#### 2023
Premio Feria del Toro: Jandilla
Premio Carriquiri: Victoriano del Río (Forajido).

#### 2024
Premio Feria del Toro: Fuente Ymbro
Premio Carriquiri: Toros de Cortés (Campanilla).

#### 2025
Premio Feria del Toro: Jose Escolar
Premio Carriquiri: Cebada Gago (Lioso) y Jandilla (Histórico) (Ex aequo).

### Encierros Sanfermines 2022
*Estas fiestas fueron las primeras fiestas después de la pandemia del Coronavirus y además La Plaza de Toros de Pamplona cumplía 100 años. Y ese honor de hacer el primer encierro después de la pandemia y el primer del centenario, hicieron los de la ganadería de Nuñez del Cuvillo, que protagonizaron un encierro de 2 minutos y 35 segundos sin corneados.
*El segundo encierro protagonizaron los toros típicos de la ganadería de Fuente Ymbro, la duración fue de 3 minutos y 26 segundos, más largo de lo esperado y sin corneados.
*Pero en el tercero vinieron problemas. Los toros cárdenos de José Escolar hicieron un encierro de 2 minutos y 34 segundos en el que hubo dos corneados. 
*El cuarto también llegó. El cuarto encierro completaron los de la ganadería de La Palmosilla. El encierro fue de 2 minutos y 29 segundos el más rápido hasta la fecha y sin lamentar ninguna cornada.
*El terror llegó el 11 de julio con los de Cebada Gago. Ya se sabía que son peligrosos, y lo cumplieron. Aunque el encierro no duro más de 3 minutos y 12 segundos, cornearon a tres personas. Dos de ellos Marismeño un toro castaño de Cebada Gago. Este encierro fue el más peligroso de todos los de 2022.
*Los Jandilla también no fueron muy nobles, sobre todo el N.º 82 llamado Tonadillero el único castaño del encierro. Que hizo una cornada en 2 minutos y 20 segundos.
*Los de Victoriano del Río fueron tranquilos aunque rápidos, parando el cronómetro en 2 minutos y 14 segundos y sin corneados, por supuesto el encierro más rápido también.
*Los rápidos Miura cumplieron su deber, hacer un encierro rápido de 2 minutos y 16 segundos y con una cornada.

### Los cánticos

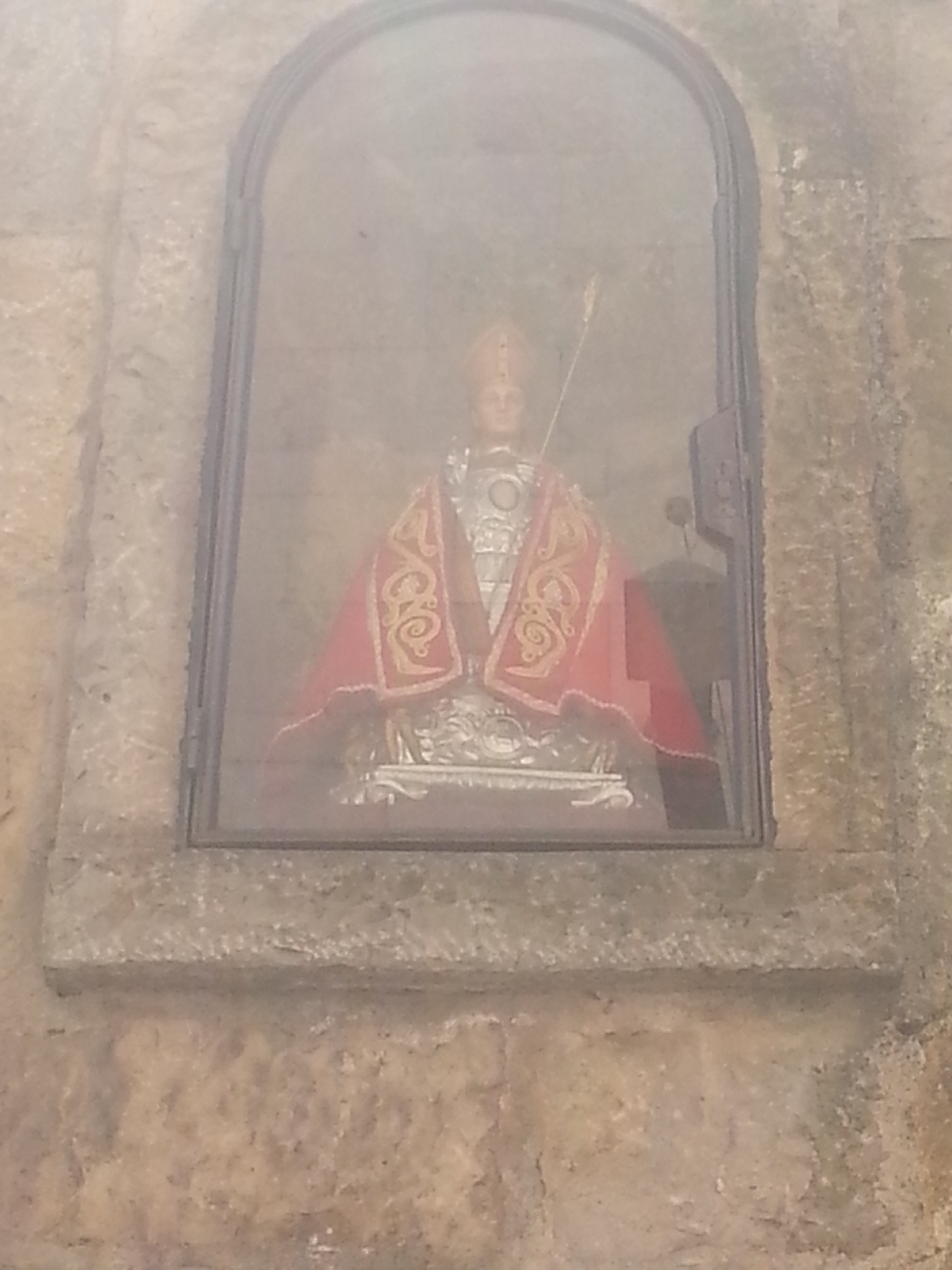
Hornacina del Santo situada en la cuesta de Santo Domingo, donde los mozos le piden ayuda a San Fermín

Antes de correr el encierro, los participantes piden ayuda a San Fermín mediante unos cánticos que se entonan en la cuesta de Santo Domingo (al inicio del recorrido) 5, 3 y 1 minutos antes del encierro; es decir, a las 07:55, 07:57 y 07:59. Desde el año 2009 los cánticos se interpretan tanto en castellano como en euskera.

A San Fermín pedimos por ser nuestro patrón, nos guíe en el encierro dándonos su bendición.

Entzun, arren, San Fermin zu zaitugu patroi, zuzendu gure oinak entzierro hontan otoi. ¡Viva San Fermín! ¡Viva! Gora San Fermin! Gora!'

La versión en castellano de este cántico dedicado al santo era y es parte del himno de una de las peñas de mozos más antiguas de la ciudad, La Única (fundada en 1903). La estrofa en cuestión fue añadida por un miembro de los Iruñako a la composición del maestro Turrillas para esta peña.

### Recorrido del Encierro

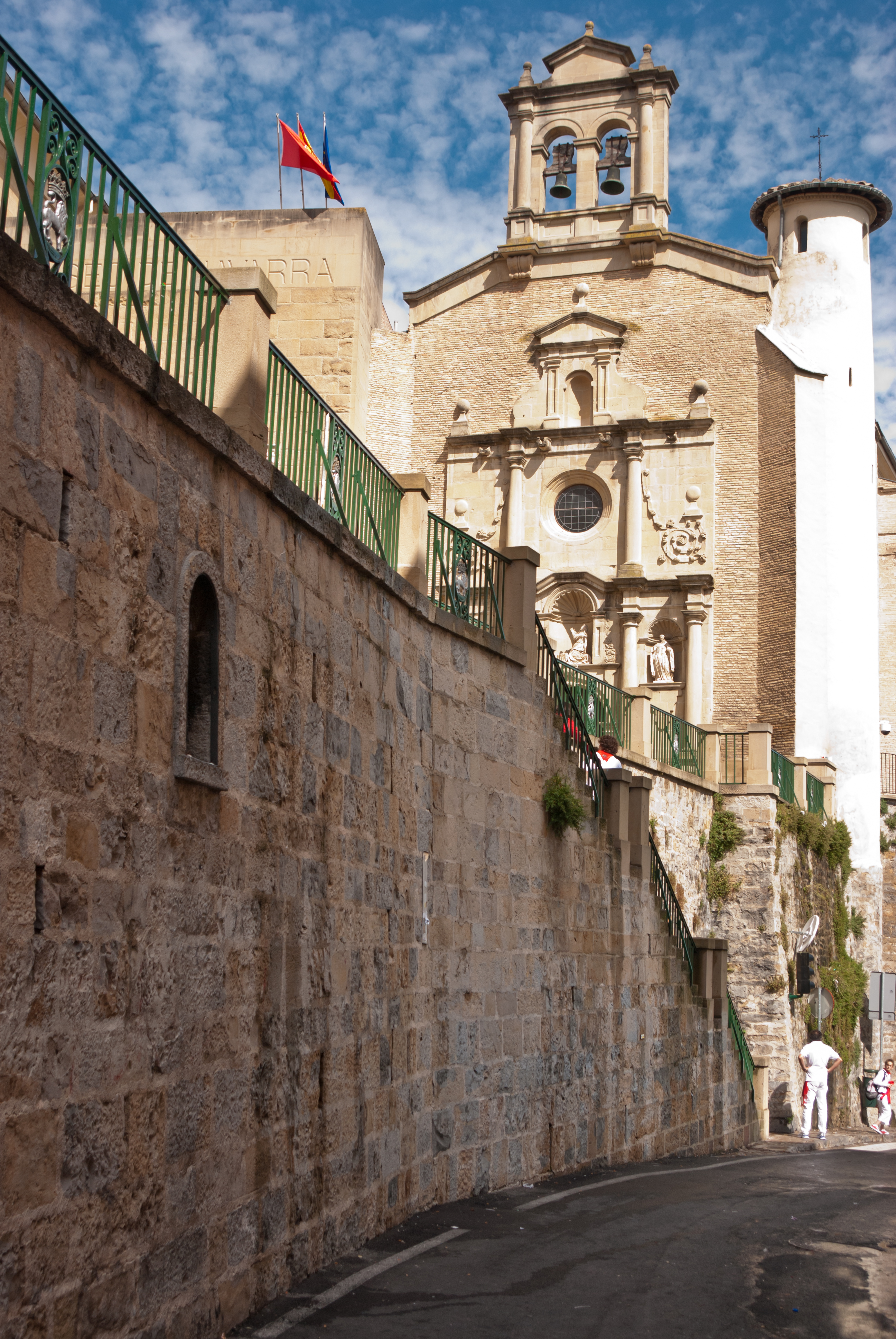
Cuesta de Santo Domingo, primer tramo del encierro

El recorrido se realiza a lo largo de las calles de la Parte Vieja de Pamplona. Da comienzo en los corralillos de la cuesta de Santo Domingo, subiendo hasta la plaza Consistorial (plaza del Ayuntamiento) y girando por la calle Mercaderes, para acceder a la calle Estafeta que conduce finalmente por el tramo de Telefónica hasta el callejón que entra a la plaza de toros. El itinerario original terminaba en la plaza del Castillo, y ha variado a lo largo de la historia, siendo en 1856 la primera vez que discurrió por la calle Estafeta. La esquina entre Mercaderes y Estafeta es un lugar muy solicitado por los fotógrafos, y es en esta última calle donde se puede ver el tramo recto más largo de los encierros.
La manada traza el recorrido completo en unos cuatro minutos de media, a unos 25 km/h y está compuesta por seis toros y ocho cabestros, seguidos de unos mozos que hacen de pastores en caso de que los toros o los cabestros se queden rezagados. Los pastores van identificados con un brazalete, actualmente de color verde, y recientemente han adoptado una indumentaria de ese mismo color para diferenciarse claramente del resto de participantes en la carrera. Otros actores fundamentales en el encierro son los dobladores. Son 4 profesionales taurinos que portando un capote son los encargados, en caso de que se quede algún toro rezagado de la manada, conducirlo a punta de capote a los corrales procurando llevarlos en línea recta para que no cojan resabios que pudiera afectar a su lidia de la tarde. La ganadería de los toros cambia cada día, puesto que es la que lidia por la tarde. Participando por tanto 8 ganaderías a lo largo de los sanfermines. 

### Durante el Encierro
El encierro se puede observar en los vallados de madera que se instalan a lo largo de las calles, desde balcones privados, o bien en la propia plaza de toros.
Desde los registros oficiales, en 1924, se contabiliza la muerte de 15 personas. La última víctima mortal ha sido un joven de 27 años de Alcalá de Henares, que fue empitonado en el cuello por el toro "Capuchino", de la ganadería de Jandilla, en el tramo de Telefónica en el cuarto encierro de los sanfermines el 10 de julio de 2009.

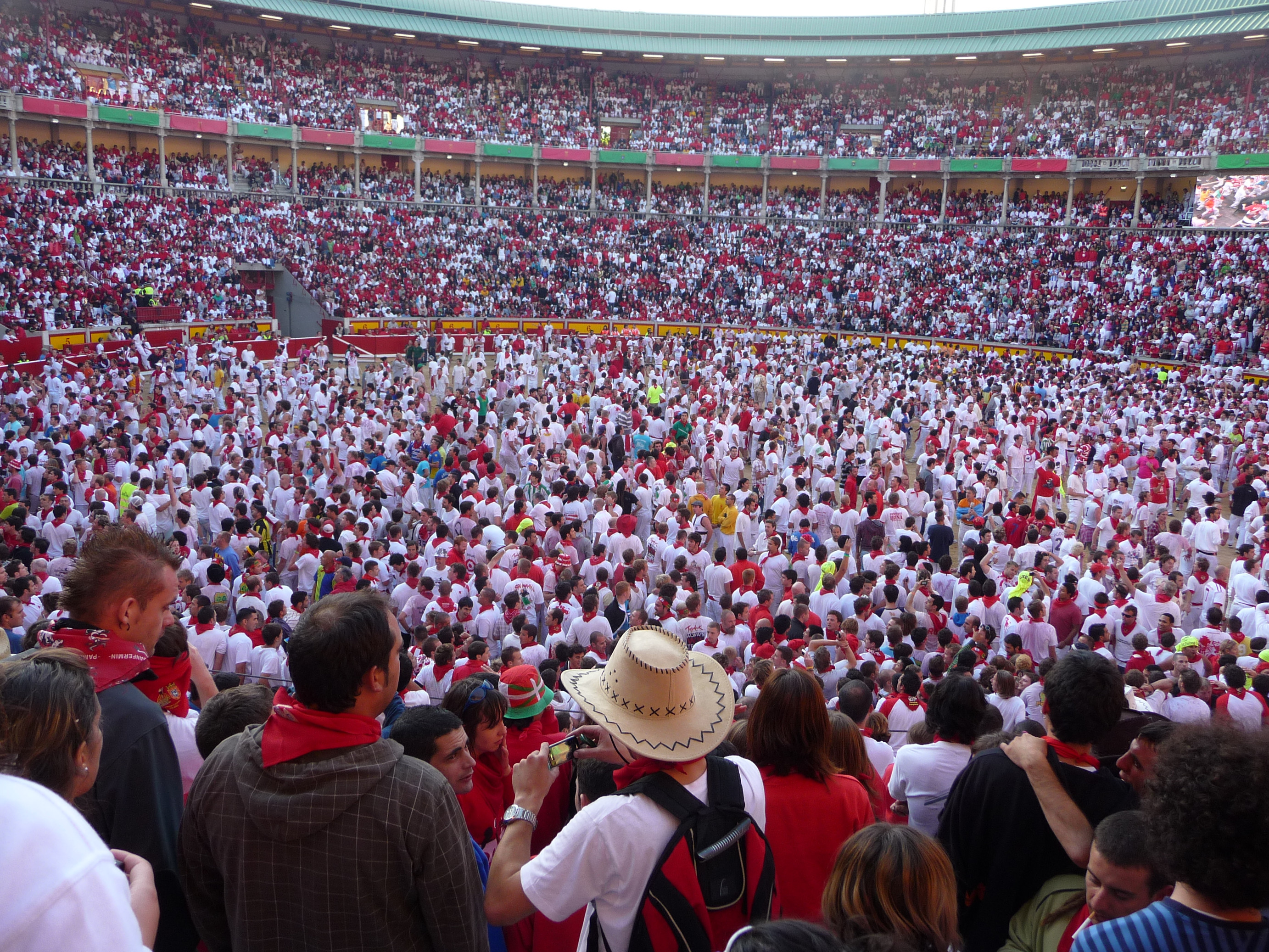
Plaza de toros después del encierro, esperando a que se suelten las vaquillas

### Al finalizar el Encierro
Cuando todos los toros se encuentran ya en los corrales de la plaza, los corredores esperan en el ruedo a que se suelten vaquillas con los pitones embolados. Es habitual que la gente se coloque sentada frente a la puerta de salida, para que la vaquilla pase por encima. Muchas personas son arrolladas por la vaquilla, en parte debido a que con tanta gente participando de la actividad es difícil saber en qué dirección se mueve el animal. Está prohibido terminantemente maltratar a los animales, propinar patadas, subirse encima, cogerlas del rabo o similar.

### El Encierrillo
El encierrillo es un encierro corto que se hace a las 22 horas para subir los toros que vayan a participar en el encierro del día siguiente.

### Los encierros en televisión
Las retransmisiones de los encierros de San Fermín corren a cargo de Radiotelevisión Española (RTVE) en idioma español y Euskal Irrati Telebista (EITB) en vasco. El ayuntamiento de Pamplona tiene responsabilidad sobre la grabación en exteriores, mientras que el interior de la plaza requiere un acuerdo con la Casa de Misericordia de Pamplona, propietaria de la instalación.
Si bien hay numerosas grabaciones de encierros históricos, a cargo de TVE y del NO-DO, las retransmisiones regulares comenzaron en 1981 con la inauguración del Centro Territorial de RTVE en Navarra. En su primer año, TVE Navarra grababa los encierros para emitirlos en diferido a lo largo de la mañana.  Un año después, el 7 de julio de 1982, tuvo lugar la primera retransmisión en directo, transmitida para todo el país a través de Torrespaña. RTVE Navarra se ha ocupado históricamente de la cobertura nacional con figuras destacadas como Javier Solano, quien fue narrador de los encierros desde 1988 hasta su jubilación el 14 de julio de 2019.
En 2007 y 2008, el canal privado Cuatro se hizo con los derechos de emisión de los encierros, mientras que TVE mantuvo su propia cobertura sin poder acceder a la plaza. No obstante, TVE los recuperó en 2009. Desde 2022, RTVE ha llegado a un acuerdo de explotación con la televisión pública vasca, Euskal Irrati Telebista (EITB), para que puedan emitir los encierros en vasco por ETB1.

### Anécdotas
- En la película Día y noche de 2010, protagonizada por Tom Cruise y Cameron Díaz, sitúan los encierros de San Fermín por las calles de Sevilla. El rodaje de dichas escenas se hizo entre Cádiz y Sevilla.

- En los días previos a las fiestas, se disputa una carrera atlética denominada carrera del encierro.

- La película de "The Sun Also Rises" (Fiesta, 1957) basada en la novela de Ernest Hemingway (1899–1961), fue filmada en Morelia por Henry King con los actores Ava Gardner y Tyrone Power, haciendo alusión a los Sanfermines.

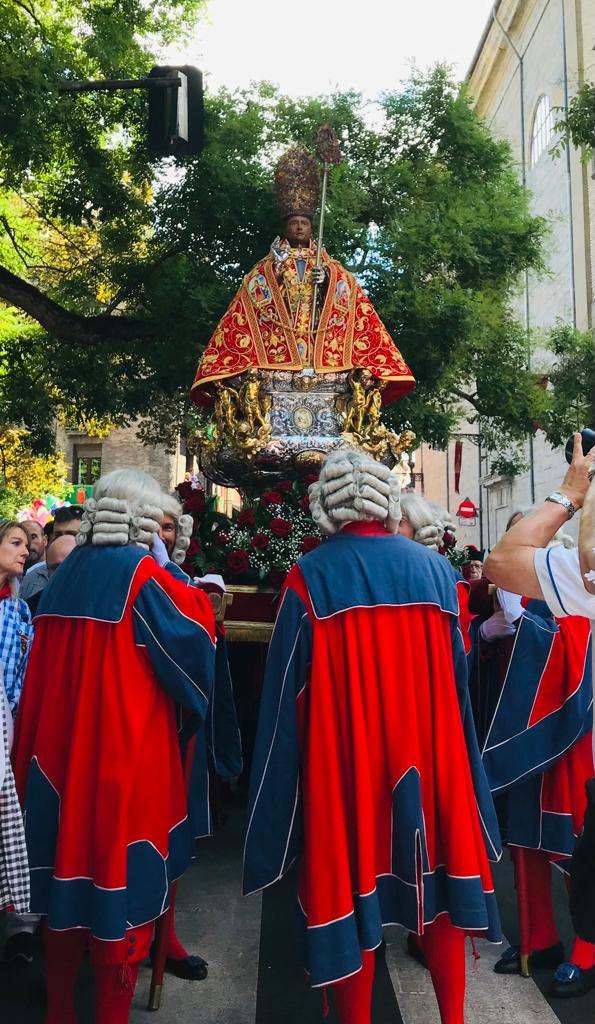
La imagen sobre las andas en la procesión de su día

## La procesión de San Fermín
Es el único acto de las fiestas de carácter religioso. Se inicia a la 10 de la mañana del 7 de julio, partiendo de la iglesia de San Lorenzo, donde en la capilla de San Fermín se venera la imagen del patrón de Pamplona y de Navarra. Pero antes de esa hora, la corporación municipal -vestida de gala- se desplaza hasta el atrio de la catedral donde recoge al cabildo, y unidos marcha por la calle Curia, Mercaderes y Mayor hasta la iglesia de San Lorenzo. 
Uno de los "momenticos" -así llamán los pamploneses a los actos más emotivos de las fiestas- más valorados es el traslado de la imagen del santo desde el altar en que encuentra a las andas sobre las que recorrerá el Casco Viejo de Pamplona: Rincón de la Aduana, Calle San Antón, Plaza del Concejo, Zapatería, San Saturnino, Calle Mayor, Iglesia de San Lorenzo. A lo largo del recorrido, en lugares ya fijados se cantan diversas jotas, una de ellas se llama al glorioso San Fermín, con letras apropiadas a la fiesta.
Terminada la procesión, la corporación municipal vuelve a acompañar al cabildo hasta la Catedral. Toda la procesión va acompañada de la comparsa de gigantes y cabezudos, que hacen las delicias de niños y mayores.

## Las zonas de la fiesta
Burgo de San Cernin
Abarca varias calles: San Lorenzo, Jarauta, la plaza de Virgen de la O, la plaza de Recoletas e incluso la calle Eslava. 
En estas calles destacan porque en ellas están la mayoría de los locales de las peñas.
La Navarrería
En la misma zona se pueden incluir, las calles del Carmen, Calderería, San Agustín, Tejería, Navarrería, y la zona de la catedral.
Población de San Nicolás
Lo que se suele denominar San Nicolás es una zona que abarca desde la calle Ciudadela, pasando por San Gregorio, hasta la propia San Nicolás, y las que le rodean, que son la calle Comedias, Lindachiquía y el rincón de San Nicolás, a medio camino entre la plaza de San Nicolás y el paseo de Sarasate.
Plaza del Castillo, Labrit y Estafeta
Esta es la zona donde más turistas extranjeros se pueden encontrar a lo largo de las fiestas, y donde son frecuentes las terrazas de los establecimientos hosteleros. 
Alrededores de la plaza de toros (calles Olite, Roncesvalles y Arrieta)
Entre las 16:00 y las 23:00, especialmente, en las horas previas y posteriores a la corrida de toros diaria (que dura entre las 18:30 y las 20:30 aproximadamente) se sitúa la zona de fiesta de la gente que va a la corrida o quiere ver el ambiente previo y posterior a ésta, como son la entrada y salida de peñas. Los bares se sitúan en las zonas más próximas a la plaza de toros de las calles Roncesvalles, Olite y Arrieta.

## Otras actividades festivas

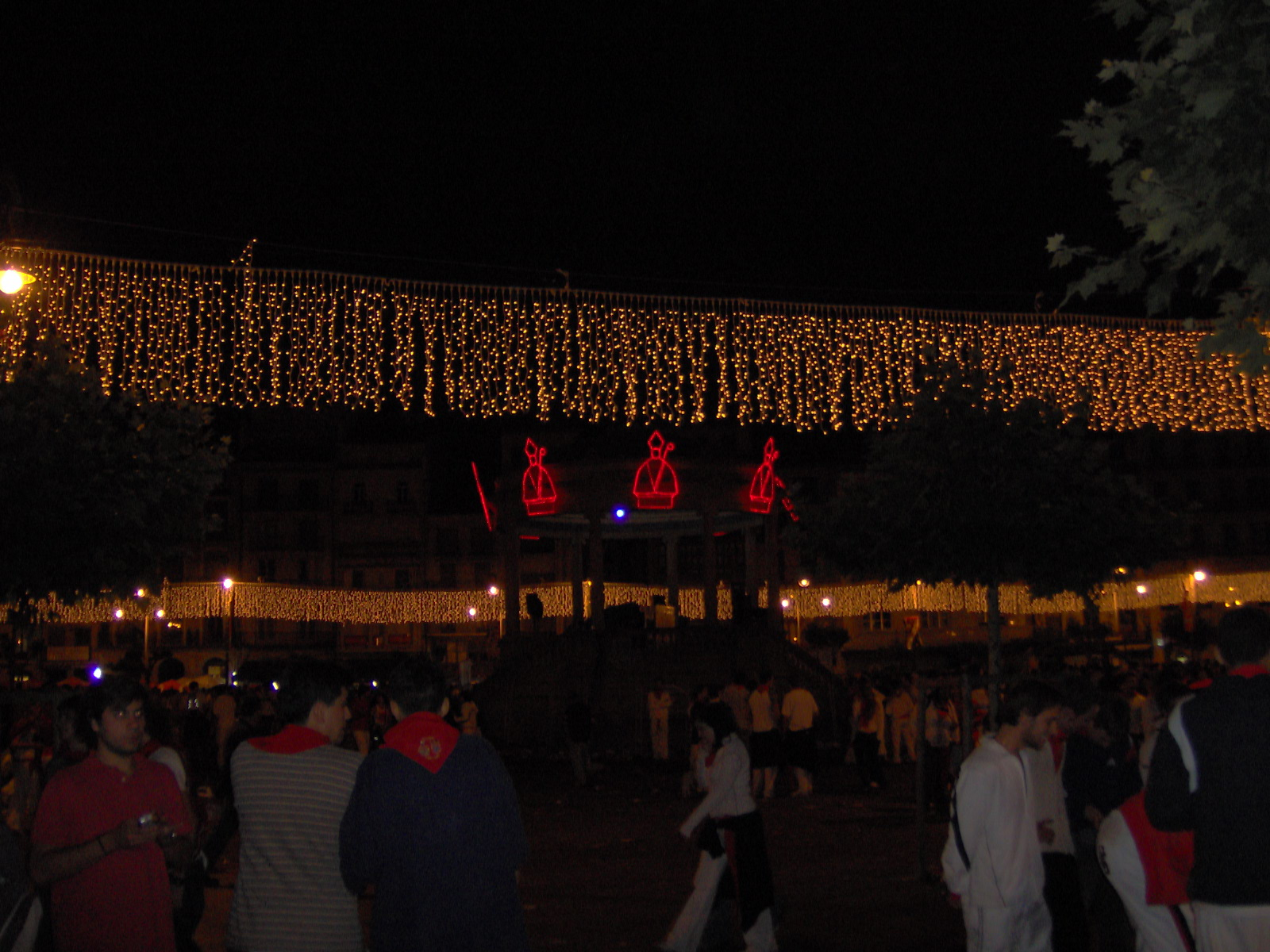
Imagen nocturna de la plaza del Castillo, en Pamplona, durante las fiestas

Aunque el encierro es el elemento más conocido de los sanfermines, son muchas las actividades previstas en estos días: la procesión del día 7, solemnidad de San Fermín, es un acto que convoca a mucha gente de la ciudad, lo mismo que las vísperas en la tarde del día 6. Todos los días sale la comparsa de gigantes y cabezudos (tradición nacida en Pamplona que se ha extendido a otros puntos de España), junto con los kilikis, que atraen a numerosas familias con niños. 
Por la tarde, es vistoso es desfile de "caballeros en plaza": los alguacilillos y las mulillas van a la plaza de toros desde la plaza del Castillo. Las corridas de toros tienen un carácter especial: prima el toro, con un certamen entre ganaderías. El ambiente es festivo, a veces irrespetuoso y solo impresionable ante actuaciones especialmente valientes. Los puristas no aprecian esta plaza; otros destacan el ambiente inmejorable. La salida de las peñas forma parte del ritual. 
Por la noche, la multitud prefiere los fuegos artificiales (en un bien dotado concurso patrocinado por el Ayuntamiento), lanzados a partir de las 23 horas desde el interior de la Ciudadela, mientras que los románticos se quedan con el "encierrillo": la llevada de los toros que serán lidiados al día siguiente (y antes correrán el encierro) desde los corrales del Gas, donde han estado desde su llegada a Pamplona, hasta los de la cuesta de Santo Domingo, desde donde da inicio el encierro. Se hace en penumbra, acompañados los toros solo por los cabestros y los pastores, bordeando las murallas.
La música juega un papel importante en los sanfermines: desde las dianas de "La Pamplonesa" hasta los pasodobles en las corridas de toros, pasando por el tradicional Alarde de Txistularis de Pamplona, el ambiente musical es dominante. Además de la actividad de la banda municipal, entre la música más popular de las charangas (o "txarangas", según se prefiera una ortografía u otra) y los conciertos organizados por el Ayuntamiento se abre un amplio abanico, en el que no falta un tradicional concierto de la Coral de Cámara de Pamplona en el Teatro Gayarre. En música sanferminera merece ser recordado el Maestro Turrillas.
Junto a esto, son muchas otras las actividades: a última hora de la mañana, el apartado de los toros que se han de lidiar por la tarde se ha convertido en un acto social, mientras que las cuadrillas prefieren disponer unas mesas para el almuerzo en alguna de las calles de la parte vieja de la ciudad.

## Los gigantes, kilikis y zaldikos

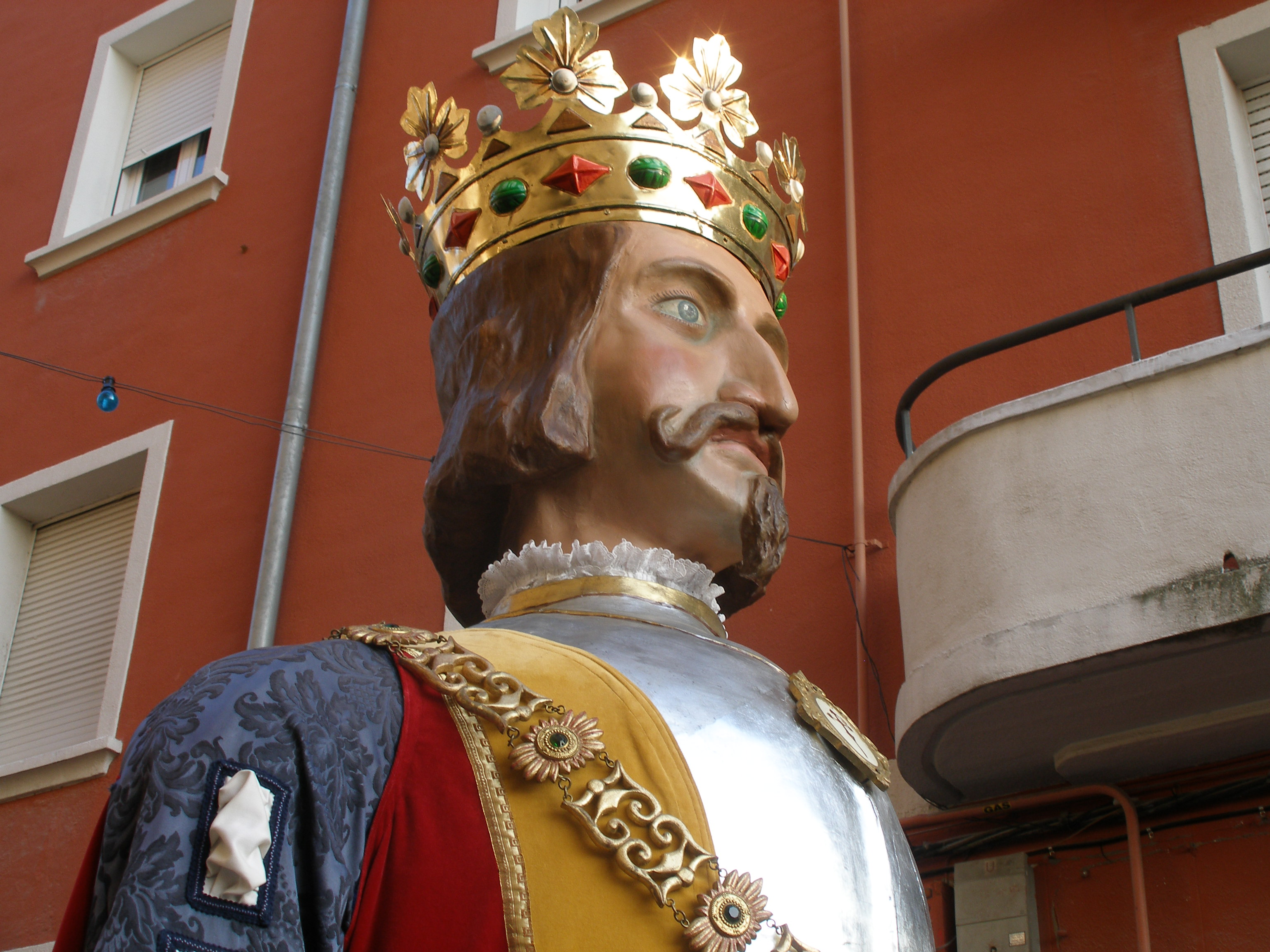
El rey Europeo, que junto con la reina, convenció al ayuntamiento para crear los Gigantes de Pamplona para los Sanfermines de 1860

Los Gigantes de Pamplona, con sus 165 años de historia, son uno de los símbolos más emblemáticos de la fiesta. Son unas figuras de madera, cartón y tela con porte altivo que van con su cohorte de kilikis, cabezudos y zaldikos. Juntos forman la Comparsa, comitiva que no falta una sola mañana a su cita sanferminera y que, por otro lado, sale a la calle para otras grandes ocasiones puntuales. Detrás de cada pareja de gigantes están los comparseros, gaiteros y txistularis que marcan su paso. 
Los gigantes actuales fueron realizados por Tadeo Amorena, tras propuesta de él mismo en marzo de 1860, y que tras el éxito de la primera pareja tuvo el encargo del Ayuntamiento de Pamplona de realizar las otras tres parejas para los sanfermines de ese mismo año. Cuatro parejas que representaban a las razas del mundo y a los continentes, aunque no hay pareja que represente a Oceanía: la blanca, la pareja de reyes de Europa, la amarilla la pareja de reyes de Asia, la mora-negro-africana, la pareja de reyes de África (caracterizados por tez morena, pero no negra) y la indio-americana, la pareja de reyes de América (estos últimos son los caracterizados como negros). Su peso oscila entre los 59 kilos de la reina europea y los 66,5 del rey africano, y la altura alcanza los 3,9 metros. Sin embargo, la presencia de gigantes en las fiestas está documentada en la segunda década del siglo XVI por José María Corera, y según la novela de Arturo Campión Don García Almoravid podían preceder a la procesión de San Fermín nada menos que en 1276, aunque no hay constancia de su rigor histórico.
La comparsa está compuesta por los ocho gigantes, seis zaldikos (caballos), cinco cabezudos con los nombres de "Alcalde", "Concejal", "Japonés", "Japonesa" y "Abuela", y seis kilikis (cabezudos con verga blanda que usan para golpear a niños y mayores) que se llaman: "Verrugas", "Napoleón", "Barbas", "Coletas", "Patata", "Caravinagre".
La comparsa ha viajado a Barcelona, la Expo de Sevilla, Nueva York, Dax, San Juan de Luz, San Sebastián, Yamaguchi, Pau... De todas las visitas la más renombrada fue la de Nueva York con motivo de la Feria Internacional de 1965 que se celebraba bajo el lema "La paz por la Comprensión". La composición de la comparsa es cosmopolita, ya que sus figuras representan cuatro continentes (Oceanía no tiene reyes) con una pareja de reyes asiáticos, otra de africanos y otra de americanos negros incluidas, que no pudo viajar a Nueva York por razones de oportunidad política.

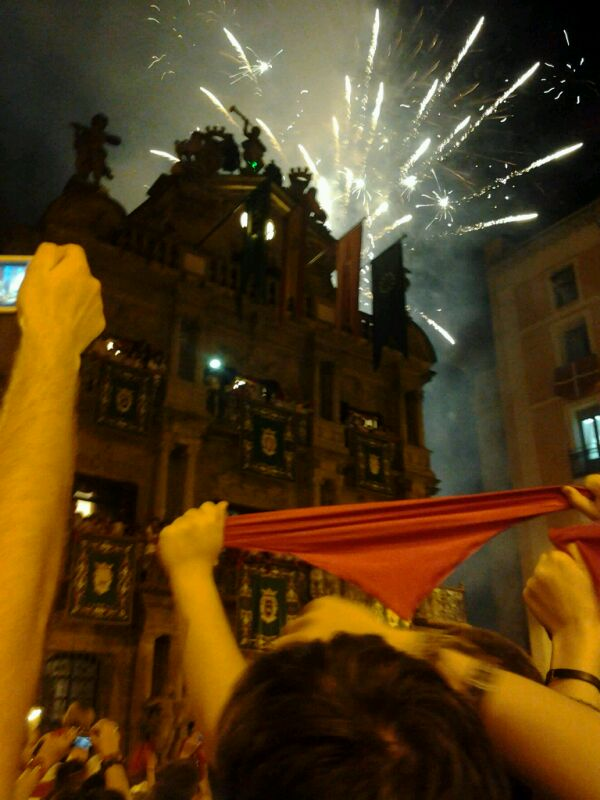
Fuegos artificiales en el Pobre de mí

## Los fuegos artificiales
A las 23 horas, todas las noches, los visitantes se preparan para presenciar la quema de la correspondiente colección pirotécnica, de entre un cuarto de hora y 25 minutos de duración. Como casi todos los actos de las fiestas son gratis, aunque al Ayuntamiento le cuestan pasados los 24000 € la contrata de unas colecciones que además compiten por los premios en un concurso que está adquiriendo nivel y se presentan las mejores casas de Valencia, Zaragoza, Italia... 
Su historia se remonta al siglo XVI y casi corre pareja a los precedentes de los gigantes. El fuego siempre ha sido un elemento sustancial en las celebraciones y ritos de esta tierra. Los chinos introdujeron más tarde la pólvora y Pamplona acoge desde 1595 quemas de fuegos artificiales en San Fermines. Primero fueron modestos cohetes y bombas japonesas en la Plaza del Castillo y hoy son majestuosas colecciones pirotécnicas lanzadas desde la Ciudadela a las 23 horas.
Actualmente, el lanzamiento pirotécnico durante esos días es un concurso internacional.

## Proyecto del Museo de los Sanfermines y Museo del Encierro
En la primera década del siglo XXI se realizó un proyecto para la construcción de un museo de los sanfermines y centro temático del encierro, con la pretensión de recoger todo aquello relacionado con los sanfermines. Este proyecto se paralizó tanto por el pleno del ayuntamiento de Pamplona, como por el Parlamento de Navarra, dada la situación de crisis económica.

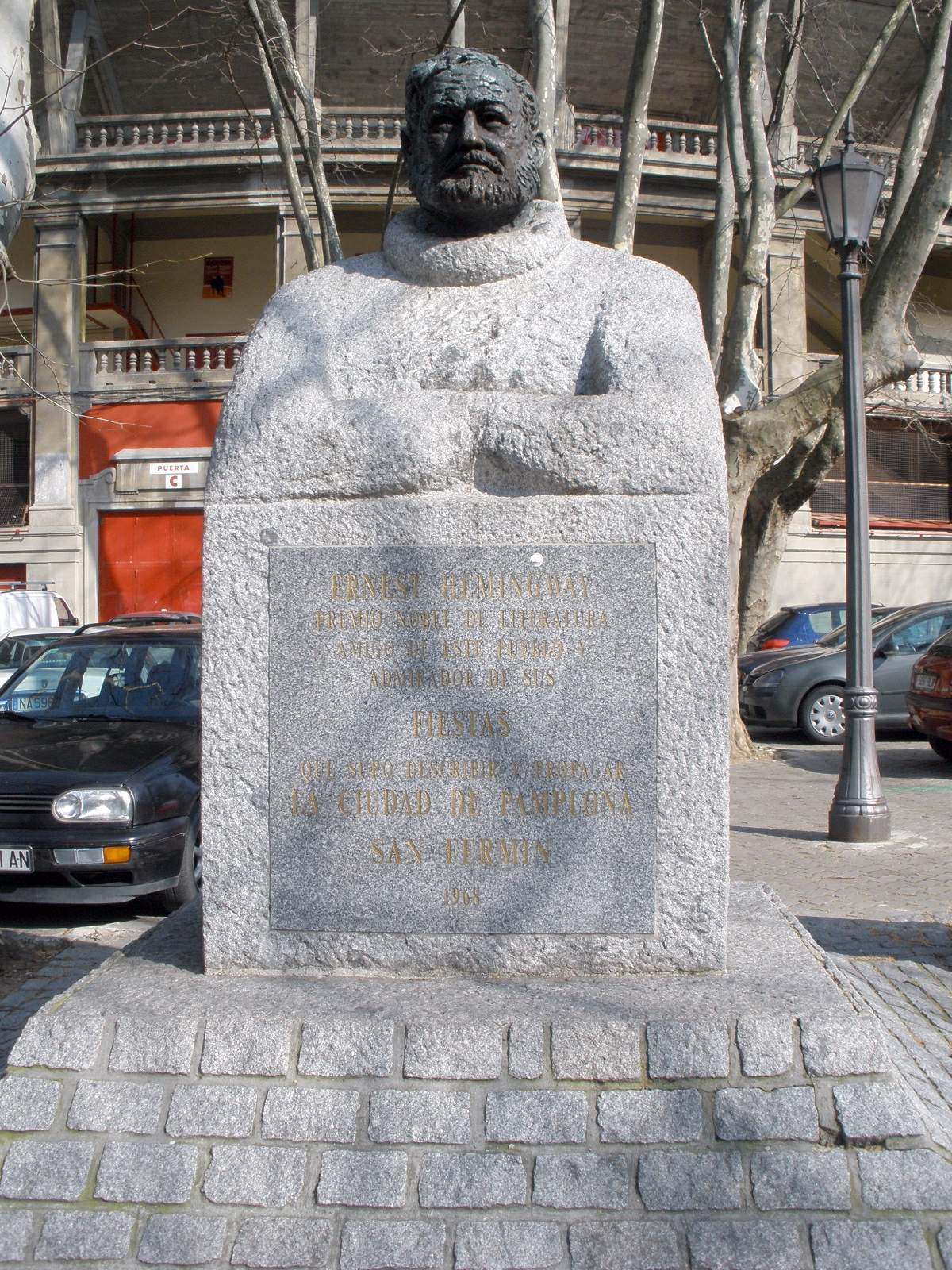
Monumento a Ernest Hemingway (Pamplona)

## Hemingway, Pamplona y los Sanfermines
Ernest Hemingway vio por primera vez los Sanfermines de Pamplona con solo 24 años en 1923 acompañado de su primera mujer, Hadley Richardson. Esa estancia inspiraría varias de sus novelas y sería la primera de una serie de visitas que se prolongarían durante muchos años. Su última visita se produjo en 1959. Hemingway fue un gran admirador de las ferias taurinas, no se perdía una corrida. En 1926 publicó la novela que lo convertiría en un escritor de éxito, Fiesta (The sun also rises), que contribuiría a dar a conocer los Sanfermines a todo el mundo. El que sería premio Nobel de literatura en el año 1954 relata en Fiesta diversas escenas inspiradas en lo que pudo ver en los Sanfermines. Por ejemplo, narra uno de los hechos que más le impresionó en una de sus visitas, la muerte de un mozo por asta de toro. Seguramente esta muerte ficticia estuvo inspirada en la muerte real de Esteban Domeño en 1924, el primer muerto oficial de los Sanfermines. Hemingway utiliza datos ficticios para narrar de la siguiente forma la muerte del mozo: «Más tarde supimos que el hombre muerto por el toro se llamaba Vicente Girones y que venía de cerca de Tafalla. Al día siguiente en el periódico leímos que tenía 28 años y que tenía una granja, una esposa y dos hijos. Después de casarse había seguido viniendo a las fiestas cada año». A partir de entonces los Sanfermines dejarían de ser una fiesta de carácter eminentemente local para recibir año tras año una importante cantidad de visitantes extranjeros. A partir de la publicación de su novela, un alto número de norteamericanos decidieron visitar Pamplona en San Fermín. Entre ellos, destacan David Balck (40 visitas); Matt Carney; Alice Hall; Joe Disler; Ray Morton; el dramaturgo Arthur Miller y su mujer, entre otras celebridades norteamericanas.
No obstante ser la más conocida, Fiesta no es la única novela, ni siquiera la primera, que describe los sanfermines. Existe una extensa literatura sanferminera escrita por autores de diversas nacionalidades, y en muy diversos géneros.

## Seguridad
A medida que aumentaba la asistencia a los encierros, se hizo necesario aumentar y mejorar las medidas de protección civil. Desde 1972 el Ayuntamiento de Pamplona concertó un seguro que cubría las heridas por los toros, incluyendo la contingencia de muerte.
Para garantizar la seguridad se dispone una gran cantidad de medios materiales y humanos. En 2009, el Ayuntamiento de Pamplona contó con el apoyo de 2500 personas realizando tareas que iban desde seguridad ciudadana, a la asistencia sanitaria, prevención y control de accesos y labores relacionadas con los encierros, así como la limpieza. Se dedicaron 1.380 personas en el ámbito de la Seguridad Ciudadana, de los cuales 430 eran policías municipales, 350 forales y 250 guardias civiles, cuya presencia se centró en los fuegos artificiales, la feria de ganado o en controles de tráfico en la periferia. En materia de Sanidad actuaron 685 personas, de las que 315 eran de Cruz Roja y 350 en DYA, además de 20 personas del equipo de Atención Primaria del Gobierno de Navarra y su personal ordinario. Asimismo actuaron 200 auxiliares de protección civil en labores de prevención y control de accesos, 75 personas en trabajos de carpintería en el vallado del encierro y 15 pastores y dobladores. Las labores de limpieza estuvieron a cargo de 150 personas extras que reforzaron al personal ordinario y 20 personas en el bienestar social y coordinación. Además, la Junta de Protección Civil empezó a aplicar un antideslizante en el recorrido del encierro, para que no cayeran los toros.
Desde la existencia de registros oficiales, en 1924, se ha contabilizado la muerte de 15 personas en los encierros. En 1995, Matthew Peter Tassio, un estadounidense de 22 años, natural de Glen Ellyn, IL, fue la antepenúltima víctima mortal por una cornada. En 2003, el pamplonés Fermín Echeverría Irañeta, de 62 años, fue la penúltima víctima mortal del encierro. El 10 de julio de 2009 se produjo el último accidente mortal, Daniel Jimeno Romero, un joven español de 27 años, natural de Alcalá de Henares, que falleció tras una cogida en el cuarto encierro.
Entre 1997 y 2009 seis personas fallecieron por caídas desde las murallas de la ciudad durante los Sanfermines.

## Suspensiones
Durante el siglo XX solamente se suspendieron los Sanfermines en tres ocasiones. La primera vez fue en los años 1937 y 1938 debido a la guerra civil española. La segunda vez fue el 11 de julio de 1978, por los incidentes producidos a raíz de la muerte de Germán Rodríguez. La tercera vez fue el 12 de julio de 1997, tras el asesinato de Miguel Ángel Blanco por parte de la banda terrorista ETA.
La crisis sanitaria por la pandemia de COVID-19 trajo consigo la suspensión completa de los Sanfermines en 2020. El 21 de abril, desde el consistorio de Pamplona se hizo oficial la noticia por parte de Ana Elizalde, alcaldesa en funciones, por estar Enrique Maya en recuperación del propio coronavirus.
El 6 de julio del 2021 el alcalde de Pamplona Enrique Maya dispuso la suspensión por segundo año de los encierros para evitar una nueva ola de contagios por las variantes derivadas por la pandemia por COVID-19. Sin embargo, hubo algún evento propio de estas fiestas, como el Alarde de Txistularis de Pamplona, aunque se celebró ese mismo año en una fecha posterior.